# Surf Nazis Must Die
Surf Nazis Must Die ist ein US-amerikanischer Low-Budget-Film aus dem Jahr 1987 aus der Kategorie des Exploitationfilms.

## Handlung
Ein apokalyptisches Erdbeben verwüstet die Küste Kaliforniens. 80.000 Menschen finden den Tod, in den Städten bricht Anomie aus. Eine Bande surfender Neonazis, bestehend aus dem Anführer Adolf, seiner Freundin Eva und Mengele, will die Situation nutzen, um die Gegend unter ihre Gewalt zu bringen. Mehrere rivalisierende Gruppen, etwa die Samurai-Surfer, werden durch die brutale Gang nach kurzer Gegenwehr ausgeschaltet.
Eines Tages geraten die Surf Nazis an den Schwarzen Leroy Washington und bringen ihn nach einem Streit um. Als Leroys Mutter vom Tod ihres Sohnes erfährt, legt sie sich ein Waffenarsenal zu und startet einen blutigen und erfolggekrönten Rachefeldzug.

## Hintergrund
Die Low-Budget-Produktion wurde in Huntington Beach, Kalifornien gedreht. Die Premiere fand im Mai 1987 auf dem Filmfestival in Cannes statt. Der Film wird von Troma Entertainment vertrieben.
Die deutsche Punkband Surf Nazis Must Die benannte sich nach diesem Film.
Der Film war bis 2012 indiziert. Im Dezember wurde er nach Ablauf der 25-Jahresfrist vom Index gestrichen. 

## Kritiken
- Lexikon des internationalen Films: „Dilettantisch inszenierter, abstrus-gewalttätiger Actionfilm, der schamlos seine spekulativen Attribute ausschlachtet.“[2]

- The New York Times: „Nicht einmal die Verwandten der Darsteller werden diesen Film interessant finden.“[3]

- In einem Artikel in der Chicago Sun-Times schrieb der Filmkritiker Roger Ebert, er habe den Kinosaal nach einer halben Stunde verlassen.[4]

„Es gibt durchaus amüsante schlechte Filme wie die des genialen Stümpers Ed Wood, dessen Arbeiten so schlecht sind, dass sie schon wieder gut sind, aber eben auch einfach nur grottenschlechte Streifen. Diese wiederum unterteilen sich in unfreiwillig komisch (wie Showgirls - leider gesehen) und hochnotpeinlich. Zu letztgenannter Kategorie gehört Surf Nazis Must Die, von Kennern wohl noch vor Angriff der Killertomaten als grauenvollstes Zelluloidverbrechen aller Zeiten geziehen.“